# Belinț
Belinț (en hongrois : Belence, en allemand : Belintz) est une commune du județ de Timiș en Roumanie.